# Ростон (Оклахома)
Ростон (енгл. Rosston) град је у америчкој савезној држави Оклахома.

## Демографија
По попису из 2010. године број становника је 31, што је 35 (-53,0%) становника мање него 2000. године.
| Група             | 2000.      | 2010.      |
| Белци             | 59 (89,4%) | 26 (83,9%) |
| Афроамериканци    | 0 (0,0%)   | 0 (0,0%)   |
| Азијати           | 0 (0,0%)   | 1 (3,2%)   |
| Хиспаноамериканци | 7 (10,6%)  | 4 (12,9%)  |
| Укупно            | 66         | 31         |